# یواس‌اس مومو (اس‌پی-۴۹)
یواس‌اس مومو (اس‌پی-۴۹) (به انگلیسی: USS Momo (SP-49)) یک کشتی بود که طول آن ۵۷ فوت (۱۷ متر) بود.